# Psaume 132 (131)
Le psaume 132 (131 selon la numérotation grecque) est attribué à David.

## Texte
| verset | original hébreu                                                        | traduction française de Louis Segond                                                                                                 | Vulgate latine |
| ------ | ---------------------------------------------------------------------- | --- | --- |
| 1      | שִׁיר, הַמַּעֲלוֹת:זְכוֹר-יְהוָה לְדָוִד-- אֵת, כָּל-עֻנּוֹתוֹ                              | [Cantique des degrés.] Éternel, souviens-toi de David, de toutes ses peines !                                                        | [Canticum graduum] Memento Domine David et omnis mansuetudinis eius                                                                        |
| 2      | אֲשֶׁר נִשְׁבַּע, לַיהוָה; נָדַר, לַאֲבִיר יַעֲקֹב                                       | Il jura à l’Éternel, il fit ce vœu au puissant de Jacob :                                                                            | Sicut iuravit Domino votum vovit Deo Iacob                                                                                                 |
| 3      | אִם-אָבֹא, בְּאֹהֶל בֵּיתִי; אִם-אֶעֱלֶה, עַל-עֶרֶשׂ יְצוּעָי                               | Je n’entrerai pas dans la tente où j’habite, je ne monterai pas sur le lit où je repose,                                             | Si introiero in tabernaculum domus meæ si ascendero in lectum strati mei                                                                   |
| 4      | אִם אֶתֵּן שְׁנַת לְעֵינָי; לְעַפְעַפַּי תְּנוּמָה                                         | je ne donnerai ni sommeil à mes yeux, ni assoupissement à mes paupières.                                                             | Si dedero somnum oculis meis et palpebris meis dormitationem                                                                               |
| 5      | עַד-אֶמְצָא מָקוֹם, לַיהוָה; מִשְׁכָּנוֹת, לַאֲבִיר יַעֲקֹב                                | Jusqu’à ce que j’aie trouvé un lieu pour l’Éternel, une demeure pour le puissant de Jacob.                                           | Et requiem temporibus meis donec inveniam locum Domino tabernaculum Deo Iacob                                                              |
| 6      | הִנֵּה-שְׁמַעֲנוּהָ בְאֶפְרָתָה; מְצָאנוּהָ, בִּשְׂדֵי-יָעַר                                    | Voici, nous en entendîmes parler à Éphrata, nous la trouvâmes dans les champs de Jaar...                                             | Ecce audivimus eam in Efrata invenimus eam in campis silvæ                                                                                 |
| 7      | נָבוֹאָה לְמִשְׁכְּנוֹתָיו; נִשְׁתַּחֲוֶה, לַהֲדֹם רַגְלָיו                                    | Allons à sa demeure, prosternons-nous devant son marchepied !...                                                                     | Introibimus in tabernacula eius adorabimus in loco ubi steterunt pedes eius                                                                |
| 8      | קוּמָה יְהוָה, לִמְנוּחָתֶךָ: אַתָּה, וַאֲרוֹן עֻזֶּךָ                                     | Lève-toi, Éternel, viens à ton lieu de repos, toi et l’arche de ta majesté !                                                         | Surge Domine in requiem tuam tu et arca sanctificationis tuæ                                                                               |
| 9      | כֹּהֲנֶיךָ יִלְבְּשׁוּ-צֶדֶק; וַחֲסִידֶיךָ יְרַנֵּנוּ                                         | Que tes sacrificateurs soient revêtus de justice, et que tes fidèles poussent des cris de joie !                                     | Sacerdotes tui induentur iustitia et sancti tui exultabunt                                                                                 |
| 10     | בַּעֲבוּר, דָּוִד עַבְדֶּךָ-- אַל-תָּשֵׁב, פְּנֵי מְשִׁיחֶךָ                                    | À cause de David, ton serviteur, ne repousse pas ton oint !                                                                          | Propter David servum tuum non avertas faciem christi tui                                                                                   |
| 11     | נִשְׁבַּע-יְהוָה, לְדָוִד אֱמֶת-- לֹא-יָשׁוּב מִמֶּנָּה:מִפְּרִי בִטְנְךָ-- אָשִׁית, לְכִסֵּא-לָךְ           | L’Éternel a juré la vérité à David, il n’en reviendra pas ; je mettrai sur ton trône un fruit de tes entrailles.                     | Iuravit Dominus David veritatem et non frustrabit eum de fructu ventris tui ponam super sedem tuam                                         |
| 12     | אִם-יִשְׁמְרוּ בָנֶיךָ, בְּרִיתִי-- וְעֵדֹתִי זוֹ, אֲלַמְּדֵם:גַּם-בְּנֵיהֶם עֲדֵי-עַד-- יֵשְׁבוּ, לְכִסֵּא-לָךְ | Si tes fils observent mon alliance et mes préceptes que je leur enseigne, leurs fils aussi pour toujours seront assis sur ton trône. | Si custodierint filii tui testamentum meum et testimonia mea haec quæ docebo eos et filii eorum usque in sæculum sedebunt super sedem tuam |
| 13     | כִּי-בָחַר יְהוָה בְּצִיּוֹן; אִוָּהּ, לְמוֹשָׁב לוֹ                                       | Oui, l’Éternel a choisi Sion, il l’a désirée pour sa demeure :                                                                       | Quoniam elegit Dominus Sion elegit eam in habitationem sibi                                                                                |
| 14     | זֹאת-מְנוּחָתִי עֲדֵי-עַד: פֹּה-אֵשֵׁב, כִּי אִוִּתִיהָ                                    | C’est mon lieu de repos à toujours ; j’y habiterai, car je l’ai désirée.                                                             | Haec requies mea in sæculum sæculi hic habitabo quoniam elegi eam                                                                          |
| 15     | צֵידָהּ, בָּרֵךְ אֲבָרֵךְ; אֶבְיוֹנֶיהָ, אַשְׂבִּיעַ לָחֶם                                     | Je bénirai sa nourriture, je rassasierai de pain ses indigents ;                                                                     | Viduam eius benedicens benedicam pauperes eius saturabo panibus                                                                            |
| 16     | וְכֹהֲנֶיהָ, אַלְבִּישׁ יֶשַׁע; וַחֲסִידֶיהָ, רַנֵּן יְרַנֵּנוּ                                  | Je revêtirai de salut ses sacrificateurs, et ses fidèles pousseront des cris de joie.                                                | Sacerdotes eius induam salutari et sancti eius exultatione exultabunt                                                                      |
| 17     | שָׁם אַצְמִיחַ קֶרֶן לְדָוִד; עָרַכְתִּי נֵר, לִמְשִׁיחִי                                    | Là j’élèverai la puissance de David, je préparerai une lampe à mon oint,                                                             | Illic producam cornu David paravi lucernam christo meo                                                                                     |
| 18     | אוֹיְבָיו, אַלְבִּישׁ בֹּשֶׁת; וְעָלָיו, יָצִיץ נִזְרוֹ                                    | Je revêtirai de honte ses ennemis, et sur lui brillera sa couronne.                                                                  | Inimicos eius induam confusione super ipsum autem efflorebit sanctificatio mea                                                             |

## Usages liturgiques

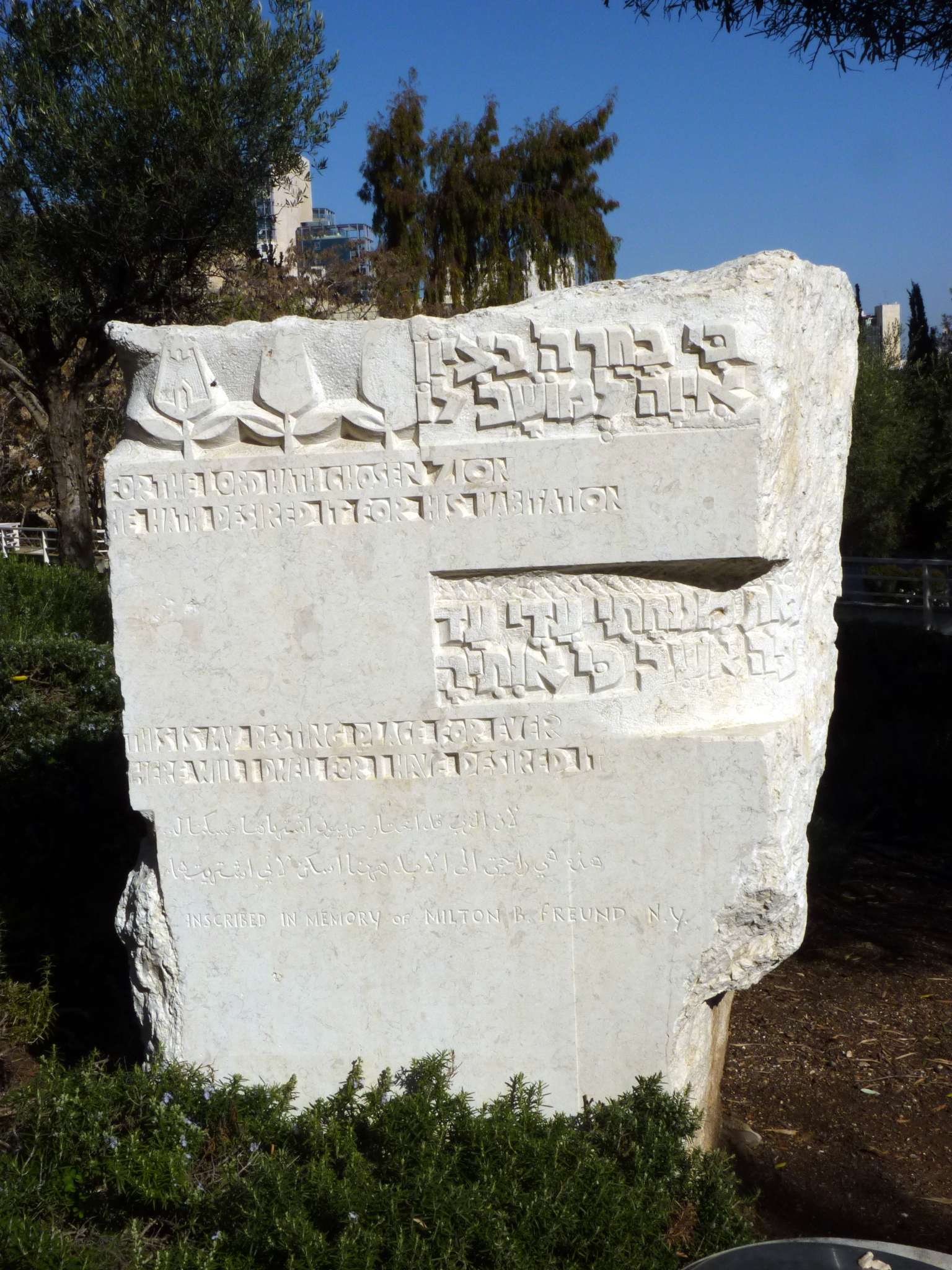
Les versets 13 et 14 du psaume 132 sont gravés sur cette pierre érigée rue du Roi Georges à Jérusalem.

### Dans le judaïsme
Le psaume 132 est récité entre Souccot et le Shabbat qui précède la pâques juive (Pessa'h). Les versets 8 à 10 du psaume sont inclus dans la prière qui accompagne le rangement de la Torah dans l’Arche Sainte. Enfin le verset 13 fait partie des Zemirot : il entre dans la composition de Yehi Kevod.

### Dans le christianisme

#### Chez les catholiques
Comme saint Benoît de Nursie attribuait essentiellement les derniers psaumes aux offices de vêpres, ce psaume 132 (131) était traditionnellement exécuté lors de la célébration de vêpres du mardi, selon la règle de saint Benoît, fixée vers 530,.
Au regard de la liturgie des Heures actuelle, le psaume 132 est différentement récité à l’office des lectures le samedi de la première semaine, et aux vêpres le jeudi de la troisième semaine. Il est séparé en deux parties. Dans la liturgie de la messe, il est lu pour la fête de l’assomption.

## Mise en musique
- Marc-Antoine Charpentier compose vers 1670 un Memento Domine H.155 pour solistes, chœur, 2 dessus instrumentaux, et basse continue.